# Andorra címere

Andorra címere

Andorra címere Andorra egyik nemzeti jelképe.

## Leírása
A címer alapvetően négy részből áll:
- az első negyedben vörös mezőben ezüst szegélyű arany püspök süveg, ezüst szalagokkal, mögötte harántirányban álló arany pásztorbot. (utalás La Seu d’Urgellre),
- a másodikban arany mezőben három vörös harmadszélességű cölöp (utalás Foix-ra),
- a harmadikban arany mezőben négy vörös cölöp (utalás Katalóniára),
- a negyedikben pedig két balra haladó vörös tehén látható arany alapon (utalás Béarnra).

A címerpajzs alatt a Virtus Unita Fortior (latin: „Egységben erősebb az erény”) felirat olvasható.